# Влажност на въздуха
Влажността на въздуха (още влажност на атмосферата) е мярка за количеството водна пара във въздуха и е една от най-съществените характеристики на времето и климата.